# Chiesa di Nostra Signora de S'Ena Frisca
La chiesa di Nostra Signora de S'Ena Frisca è un edificio religioso situato a Putifigari, centro abitato della Sardegna nord-occidentale. Consacrata al culto cattolico è sede dell'omonima parrocchia e fa parte della diocesi di Alghero-Bosa.

Edificata nel XVIII secolo, si affaccia sulla piazza principale del paese. Presenta un'aula mononavata coperta con volta a botte.